# حنقلان أملس الثمار
حنقلان أملس الثمار (الاسم العلمي:Euryops leiocarpus) هو نوع من النباتات يتبع جنس الحنقلان من الفصيلة النجمية.